# Relation de Chasles
Ne doit pas être confondu avec Théorème de Chasles.
 (février 2023).
Si vous disposez d'ouvrages ou d'articles de référence ou si vous connaissez des sites web de qualité traitant du thème abordé ici, merci de compléter l'article en donnant les références utiles à sa vérifiabilité et en les liant à la section « Notes et références ».
En mathématiques, plus précisément en géométrie vectorielle euclidienne, la relation de Chasles est une relation permettant d'additionner deux vecteurs dans un espace affine. Par extension, elle peut aussi être utilisée en géométrie plane, en intégration, en analyse complexe, etc.
Son nom vient de Michel Chasles, un mathématicien français du XIXe siècle, dont les travaux en géométrie ont contribué à son adoption dans le monde francophone.

## Calcul vectoriel
La relation de Chasles permet de calculer la somme de deux vecteurs dans un espace affine, quand l'extrémité du premier est choisie égale à l'origine du second. Elle s'énonce de la manière suivante.
Pour tous points A, B et C d'un espace affine, on a :
Cette identité signifie que la translation du point A vers le point C peut être réalisée en passant par un point quelconque B. La translation de vecteur {\displaystyle {\overrightarrow {AC}}} est ainsi la composée de deux translations : celle de vecteur {\displaystyle {\overrightarrow {AB}}} et celle de vecteur {\displaystyle {\overrightarrow {BC}}.}

## Angles orientés
On retrouve aussi cette propriété pour décrire une relation entre des angles orientés en géométrie plane.
Pour tous vecteurs {\displaystyle {\vec {u}},{\vec {v}},{\vec {w}}} non nuls, on a :

## Mesures algébriques
On trouve aussi cette propriété pour exprimer des mesures algébriques sur une droite orientée.
Pour tous points A, B et C d'une droite orientée, on a :

## Intégration
Il existe aussi une relation de Chasles en calcul intégral.
Si f est une fonction intégrable sur un intervalle I, alors pour tous a, b et c dans I, on a :

## Somme
Dans le cas de sommes, on dispose d'une relation analogue au cas de l'intégration, à ceci près que la deuxième somme débute au rang suivant la fin de la première (et non pas au même rang).
Plus formellement, pour tous entiers naturels m, n et p tels que m ≤ n < p, on a :

## Rapport anharmonique
Par extension, il existe également une relation de Chasles multiplicative (et non pas additive comme l'originale) pour le rapport anharmonique de nombres complexes.
Si l'on note (a, b ; c, d) le rapport anharmonique des quatre nombres complexes a, b, c et d, alors pour tous nombres complexes a, b, c, d et e deux à deux distincts, on a :